# Robert Cusack
Robert Cusack (n. 10 decembrie 1950, Maryborough⁠(d), Queensland, Australia) este un înotător ce a reprezentat Australia, medaliat olimpic. A participat la o ediție a Jocurilor Olimpice (1968) în care a câștigat două medalii de bronz.